# Oxygene
Oxygene (em francês: Oxygène, em português: oxigênio) é um influente álbum de música eletrônica e ambiente do famoso instrumentista e compositor francês Jean Michel Jarre, lançado na França em 1976 e mundialmente em 1977. Foi o primeiro álbum de Jarre lançado pela Disques Dreyfus e o terceiro de sua carreira. Oxygene atingiu o 2º lugar nas tabelas do Reino Unido, e a 78º posição nos EUA.
Em 1997, foi lançado o álbum Oxygene 7–13, uma sequência de Oxygene, utilizando os mesmos instrumentos e também adicionando modernos instrumentos eletrônicos. Em 2007, Jean Michel Jarre regravou o álbum com os mesmos instrumentos da época, mas em um estúdio mais moderno e o relançou em CD e DVD, comemorando assim, os 30 anos do lançamento mundial do álbum, lançado originalmente em 1977.
Oxygene lançou as bases para o avanço internacional de Jarre. Anos-luz à frente de seus lançamentos anteriores no que diz respeito às técnicas de produção, Oxygene é uma longa jornada instrumental que flui através de surrealistas paisagens sonoras, que combina elementos do pop e da música de vanguarda.
Oxygene vendeu cerca de 18 milhões de cópias em todo o mundo. Até abril de 1977, Oxygene havia vendido cerca de 70.000 cópias na França.
Este álbum foi um dos maiores sucessos da história da indústria fonográfica francesa. [carece de fontes?]

## Faixas
Todas as faixas compostas por Jean Michel Jarre.

### Álbum original
1. Oxygene (Part I) - 7:40
2. Oxygene (Part II) - 8:08
3. Oxygene (Part III) - 2:54
4. Oxygene (Part IV) - 4:14
5. Oxygene (Part V) - 10:23
6. Oxygene (Part VI) - 6:20

### New Master Recording CD
1. Oxygene (Part I) – 7:39
2. Oxygene (Part II) – 7:54
3. Oxygene (Part III) – 3:06
4. Oxygene (Part IV) – 4:13
5. Oxygene (Part V) – 10:11
6. Oxygene (Part VI) – 7:05

### Live in Your Living Room2DDVD
Apenas na edição especial. Contém bônus. Prelude, Variation Part I,II e III são faixas inéditas.
1. Prelude
2. Oxygene Part I
3. Oxygene Part II
4. Oxygene Part III
5. Variation Part I
6. Oxygene Part IV
7. Variation Part II
8. Oxygene Part V
9. Variation Part III
10. Oxygene Part VI

+ The Making Of
+ Instruments Presentation

### Live in Your Living Roomestereoscópico3DDVD
Apenas edição especial. Contém bônus. Acompanha dois pares de óculos 3D.
1. Prelude
2. Oxygene Part I
3. Oxygene Part II
4. Oxygene Part III
5. Variation Part I
6. Oxygene Part IV
7. Variation Part II
8. Oxygene Part V
9. Variation Part III
10. Oxygene Part VI

+ The Making Of
+ Instruments Presentation
+ 3D gallery

## Instrumentos utilizados
- ARP 2600
- A.K.S (sintetizador)
- EMS VCS3
- R.M.I. (sintetizador harmónico)
- Órgão farfisa
- Eminent
- Mellotron
- Computador rítmico (também designado por Korg Minipops-7 caixa de ritmos)

## Regravações
- Em 2007, Oxygene ganhou uma nova versão, desta vez gravada ao vivo, intitulada Oxygene: New Master Recording.
- Também em 2007, ganhou uma versão ao vivo, que inclui além do CD, um DVD: Oxygene: Live In Your Living Room, disponível em duas versões (2D e 3D)